# NGC 1043
NGC 1043 este o galaxie spirală situată în constelația Balena. A fost descoperită în 2 octombrie 1886 de către Lewis A. Swift.